# Pío Leyva
Pío Leyva, rozený Wilfredo Pascual, (5. května 1917, Morón, Kuba – 22. března 2006, Havana, Kuba) byl kubánský skladatel, instrumentalista a zpěvák stylu guaracha.

## Život a kariéra
Pío Leyva zahájil svou kariéru již ve věku osmi let jako hráč na bonga. V roce 1932 vystoupil ve svém rodném městě poprvé s orchestrem jako zpěvák. V roce 1950 podepsal u vydavatelství RCA první smlouvu, od roku 1953 pak působil jako zpěvák u různých orchestrů. Spolupracoval také se skladatelem, kytaristou a zpěvákem Compayem Segundem.
V roce 1997 se Pío Leyva připojil k hudebnímu projektu Ry Coodera Buena Vista Social Club. Stejnojmenný film, který o tomto projektu natočil režisér Wim Wenders, proslavil kubánské hudebníky po celém světě. Počínaje rokem 2000 pak Leyva několikrát podnikl turné po Evropě s produkcí Live from Buena Vista. V roce 2004 se zúčastnil natáčení filmu Música Cubana režiséra Germana Krale, volného pokračování filmu Buena Vista Social Club.
Během své hudební kariéry Pío Leyva spoluúčinkoval asi na 25 hudebních albech. Zemřel 22. března 2006.

## Diskografie a filmografie
(Neúplná diskografie od roku 1996)

### Spolupráce na dalších albech
- A Toda Cube Le Gusta (Afro-Cuban All Stars), 1997 (World Circuit)
- Buena Vista Social Club presents... Ibrahim Ferrer, 1999 (World Circuit)
- Buena Vista Social Club presents... Omara Portuondo, 2000 (World Circuit)

### Filmy
- Buena Vista Social Club (dokumentární film, též na DVD, režie Wim Wenders), 1999 (Road Movies Filmproduktion)
- Musica Cubana (dokumentární film, režie German Kral), 2004 (Victory Media Group)